# Harps and Angels
Harps and Angels är ett musikalbum av Randy Newman, utgivet av skivbolaget Nonesuch Records 2008. Albumet var Newmans tionde studioalbum och det hade dröjt nio år sedan hans senaste album Bad Love. Newman hade under tiden skrivit och framfört musiken till ett flertal animerade filmer. Skivan blev en framgång för Newman, både försäljningsmässigt och hos musikkritiker. På sidan Metacritic har skivan betyget 86/100 vilket indikerar universellt erkännande.

## Låtlista
(alla låtar komponerade av Randy Newman)
1. "Harps and Angels" - 5:07
2. "Losing You" - 2:41
3. "Laugh and Be Happy" - 2:17
4. "A Few Words in Defense of Our Country" - 4:14
5. "A Piece of the Pie" - 2:41
6. "Easy Street" - 3:14
7. "Korean Parents" - 3:26
8. "Only a Girl" - 2:45
9. "Potholes" - 3:39
10. "Feels Like Home" - 4:37

## Listplaceringar
- Billboard 200, USA: #30[2]
- UK Albums Chart, Storbritannien: #46[3]
- Nederländerna: #10[4]
- VG-lista, Norge: #17[5]